# Paraphlomis
Paraphlomis là một chi thực vật có hoa trong họ Hoa môi (Lamiaceae).

## Loài
Chi Paraphlomis gồm các loài: